# Samantha Bond
Samantha Bond (Londres, 27 de novembro de 1961) é uma atriz britânica.
Filha e irmã de atores, formada pela Bristol Old Vic Theatre School, além de atuar por mais de 25 anos nos teatros londrinos, sua carreira é mais dedicada à televisão, onde participa de seriados e minisséries da tv britânica. 
Internacionalmente, ficou mais conhecida como a Miss Moneypenny dos quatro filmes feitos por Pierce Brosnan no papel do espião inglês: 007 contra Goldeneye (1995), 007 O Amanhã Nunca Morre (1997), 007 O Mundo não é o Bastante (1999) e 007 Um Novo Dia Para Morrer (2002).